# غينغنباخ
غنغنباخ (بالألمانية: Gengenbach) هي بلدة تقع في ألمانيا في Regierungsbezirk Freiburg. يقدر عدد سكانها بـ 11,127 نسمة .

## المدن التوأمة
مدينة أوبيرناي هي مدينة توأمة لـغنغنباخ.

## معرض صور

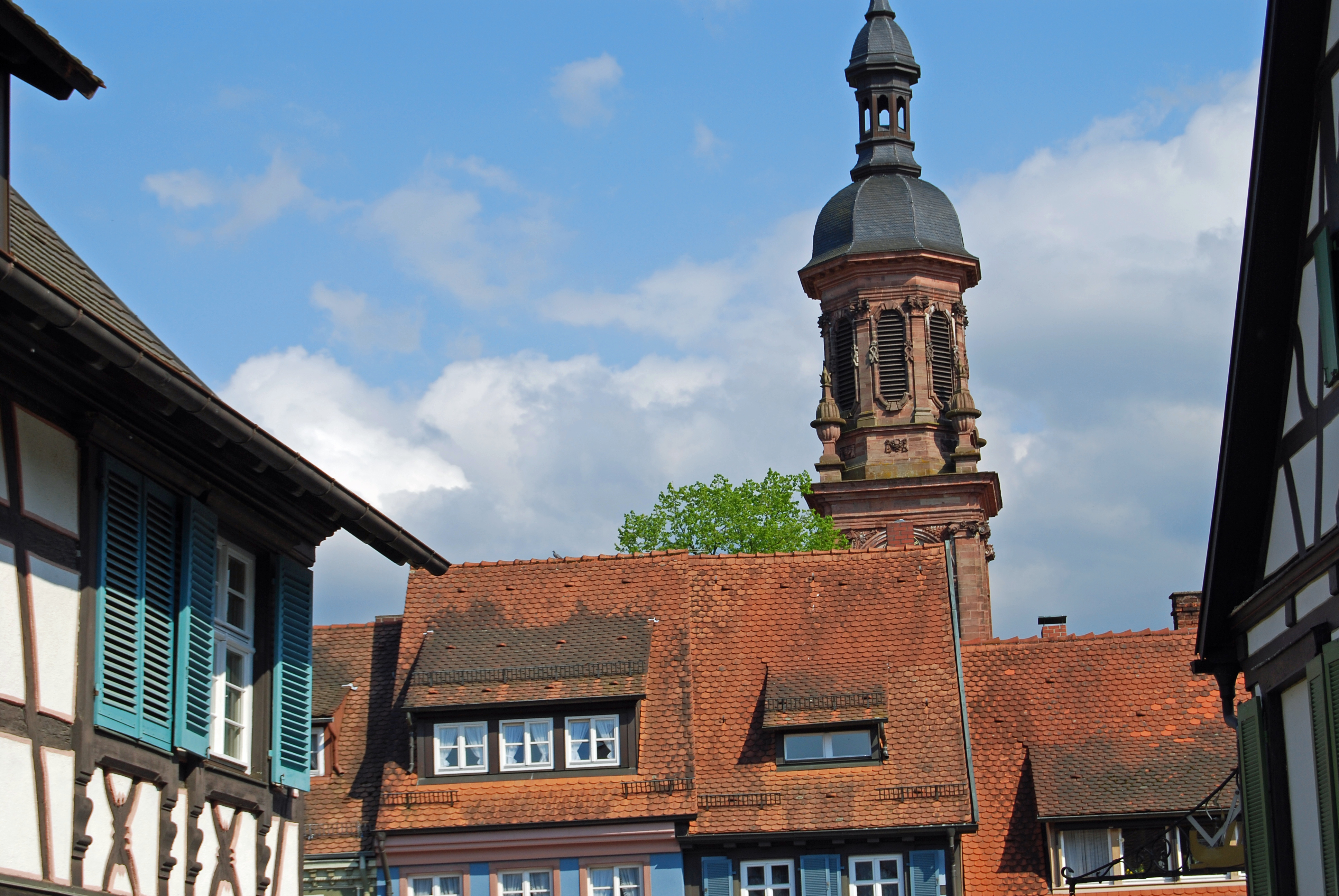
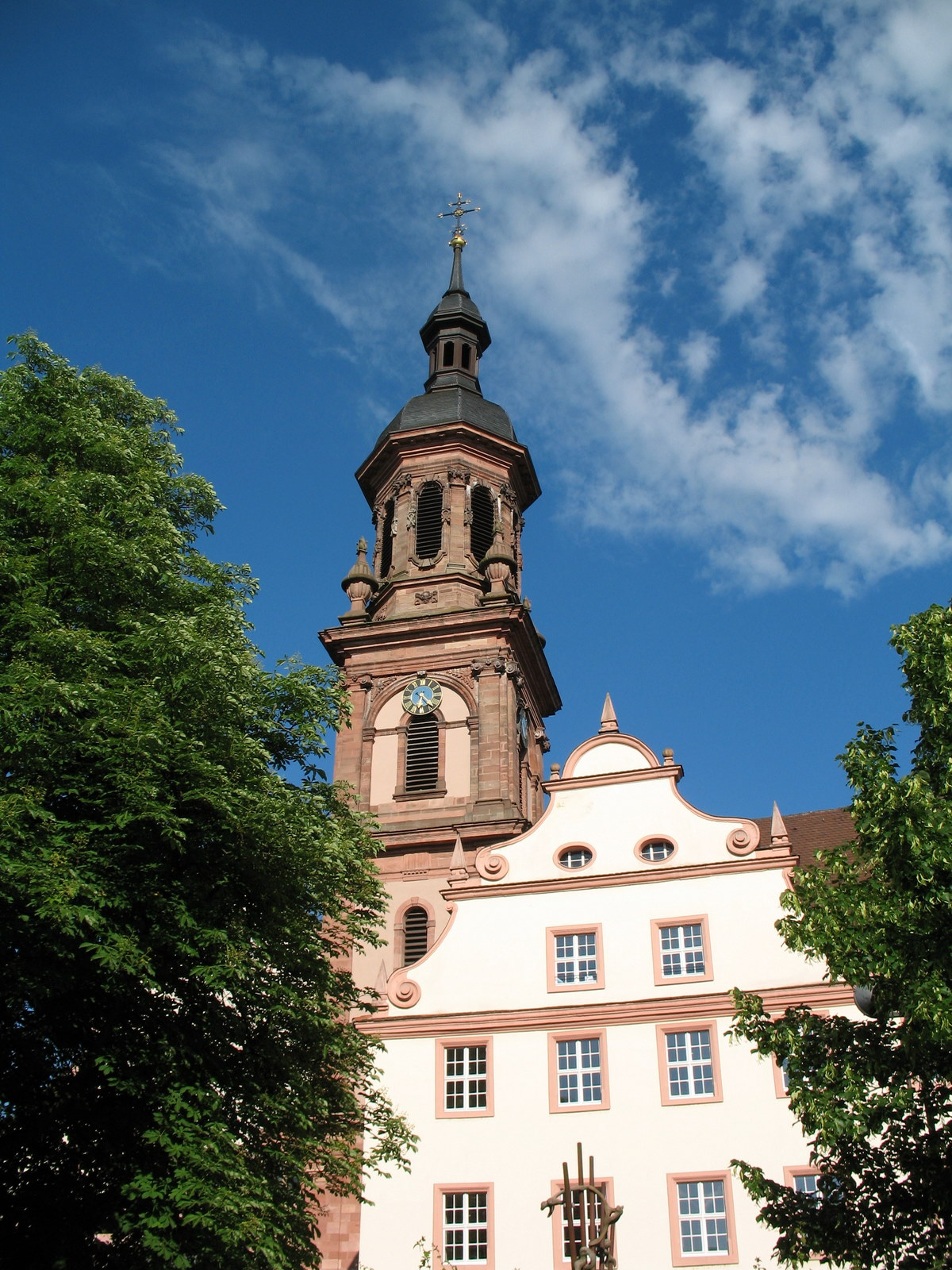
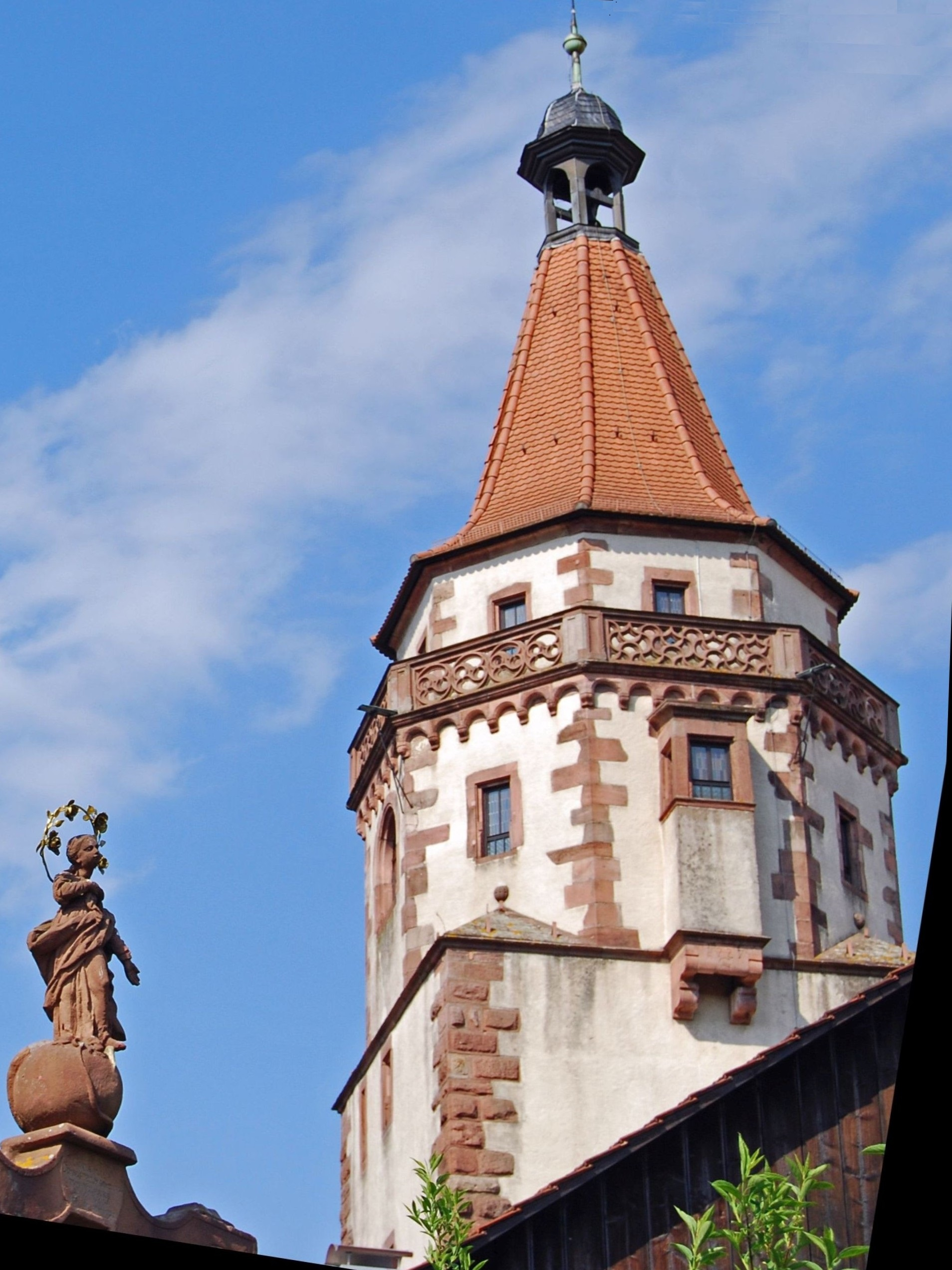

## أعلام
- برند داينر
- مايكل مولر